# Boffard
 (juin 2025).
Motif : Marque commerciale, aucune source secondaire de qualité trouvée
- Archive Wikiwix
- Bing
- Cairn
- DuckDuckGo
- E. Universalis
- Gallica
- Google
- G. Books
- G. News
- G. Scholar
- Persée
- Qwant
- (zh) Baidu
- (ru) Yandex
- (wd) trouver des œuvres sur Wikidata

| 1. | Préciser le motif de la pose du bandeau. | Précisez le motif de la pose du bandeau en utilisant la syntaxe suivante : {{admissibilité à vérifier\|date=juin 2025\|motif=remplacez ce texte par le motif}}               |
| 2. | Informer les utilisateurs concernés.     | Pensez à avertir le créateur de l'article, par exemple, en insérant le code ci-dessous sur sa page de discussion : {{subst:avertissement admissibilité à vérifier\|Boffard}} |

Boffard est une marque commerciale de fromage espagnol appartenant au groupe français Savencia Fromage & Dairy.

## Historique

### L’origine
L’histoire de Boffard remonte au XIXe siècle, quand, en 1880, le Français Claude Napoléon Boffard s’établit à Reinosa, province de Santander et y fonde la première fabrique de fromages en Espagne (on y fabrique d’abord des fromages de type Port Salut et camembert). Cette entreprise s’appelle La Reinosa. Deux années plus tard, S.M. le Roi D. Alphonse XII d'Espagne concède à Claude Napoléon Boffard “les honneurs de fournisseur de la Maison Royale, avec l’autorisation d’utiliser l’écusson des Armes Royales sur les produits, factures et étiquettes de la fabrique”. 

### Les temps modernes
En 1905, décès de Monsieur Boffard. Sa veuve reprend les rênes de l’entreprise, qu’elle dirige pendant 13 ans, jusqu’à sa vente à la famille de Manuel Núñez de Morante ; la nouvelle entreprise, baptisée “Sucesores de la Viuda de Boffard” (Successeurs de la Veuve de Boffard) continue la fabrication des fromages, et s’établit à Valladolid. Plus tard, dans les années 1980, Boffard est racheté par le groupe espagnol Groupe Osborne, puis dans les années 1990 par Mantequerías Arias, filiale du groupe français Bongrain.

## Fabrication
La philosophie de la production de Boffard s’inspire de son histoire et des méthodes artisanales. L’usine actuelle est située à Corcos del Valle, province de Valladolid. 

## Caractéristiques spécifiques
Boffard est fabriqué à partir de lait cru de brebis, ou de vache et brebis, en fonction de ses variétés.